# فرایند تند گیراندازی نوترون
فرایند تند گیراندازی نوترون یا فرایند r (انگلیسی: R-process) مجموعه ای از واکنش‌های هسته‌ای است که به زایش تقریباً نیمی از هسته‌های اتمی سنگین تر از آهن (عناصر سنگین)، با نیمی دیگر که در فرآیندهای p و s می‌انجامند. در فرایند r معمولاً ایزوتوپ‌های پایدارِ غنی از نوترون از هر عنصر سنگین، سنتز می‌شوند. فرایند r به‌طور معمول می‌تواند سنگین‌ترین ایزوتوپ‌های چهار عنصر سنگین را سنتز کند و دو ایزوتوپ سنگین که از آنها به عنوان هستهٔ فقط آر یاد می‌شود، نیز فقط از طریق فرایند r ایجاد می‌شوند. قله فراوانی برای فرایند r در نزدیکی اعداد جرمی A = ۸۲ (عناصر Se , Br و Kr) , A = ۱۳۰ (عناصر Te , I و Xe) و A = ۱۹۶ (عناصر Os , Ir و Pt) رخ می‌دهد.
فرایند r مستلزم توالی سریع گیراندازی نوترون (با توجه به نام) توسط یک یا چند هسته بذر سنگین است، که معمولاً با هستهٔ موجود در پیکِ فراوانی متمرکز بر آهن-۵۶ شروع می‌شود.